# Momodou Clarke Bajo
Momodou Clarke Bajo (* Ende 1940er Jahre in Sukuta; † 2. Februar 2009 in Bakau, Kanifing Municipal) war ein gambischer Ökonom. Er war Zentralbank-Gouverneur im westafrikanischen Staat Gambia.

## Leben
Als Sohn von Malang Bajo von Gunjur und Sarata Jatta von Sukuta begann Bajo seine Grundschulausbildung an der Sukuta Primary School. Dann wechselte er zur Armitage High School und später an der Gambia High School. Nach der High School schrieb er sich an der einzigen damals im Land verfügbaren Hochschule, dem Yundum Teachers Training College, ein. Seine Lehrtätigkeit absolvierte er an der Faraba Bantang Primary School im Kombo-East-Distrikt. Nach Abschluss seiner College-Ausbildung unterrichtete er Englisch und Geschichte an der Crab Island Junior Secondary School in Banjul.
Ende der siebziger Jahre erhielt er ein weiteres Stipendium für seinen Abschluss in Wirtschaftswissenschaften an der renommierten Yale University in Connecticut. Nach Master-Abschluss seines Studiums in den Vereinigten Staaten kehrte Bajo in seine Heimat Gambia zurück und nahm er seine Arbeit bei der Zentralbank auf, wo er sein Fachwissen in der internationalen Geldpolitik zur Geltung bringen konnte. Er stieg durch die Ränge auf bis zur Position des Generaldirektors und schließlich bis zur Spitzenposition des Gouverneurs, wo er fast ein Jahrzehnt lang tätig war. Von Oktober 1994 bis November 2003 war er Gouverneur der Zentralbank von Gambia, dann trat er in den Ruhestand. Nach dem Ausscheiden aus der Zentralbank war Bajo bei der Gründung der Oceanic Bank (Gambia) Ltd. beteiligt und war bis zu seinem Tode dessen VorsitzendeR ihres Verwaltungsrates.
Bajo starb 2009 nach kurzer Krankheit in der Ndeban Clinic in Bakau, Kanifing Municipal.

## Ehrungen und Auszeichnungen
- 2001: Order of the Republic of The Gambia, Commander[2]